# Scary Hours
 (février 2018).
Si vous disposez d'ouvrages ou d'articles de référence ou si vous connaissez des sites web de qualité traitant du thème abordé ici, merci de compléter l'article en donnant les références utiles à sa vérifiabilité et en les liant à la section « Notes et références ».
Albums de Drake
More Life
(2017) Scorpion
(2018)
Singles
1. God's Plan
Sortie : 19 janvier 2018
2. Diplomatic Immunity
Sortie : 19 janvier 2018

Scary Hours est le second EP du rappeur Drake, il contient deux singles. Ce projet a été dévoilé au public par les réseaux sociaux.

## Liste des titres
| 1.   | God's Plan          | Aubrey Graham | Boi-1da, 40, Cardo, Yung exclusive | 3:19 |
| 2.   | Diplomatic Immunity | Graham        | Boi-1da, Brongers                  | 4:16 |
| 7:35 |                     |               |                                    |      |